# Darren Bazeley
Darren Bazeley (5 de octubre de 1972 en Northampton, Inglaterra) es un futbolista retirado inglés que jugaba como defensor. Actualmente es asistente de Anthony Hudson en el director técnico Selección de Nueva Zelanda.

## Carrera

### Como futbolista
Jugó 10 años en el Watford FC, desde 1989 hasta 1999, ese año pasó al Wolverhampton Wanderers, donde jugó hasta 2002, cuando fue transferido al Walsall. La falta de regularidad llevó a Bazeley a pesar en otros horizontes para jugar al fútbol, fue así que en 2004 viajó a Nueva Zelanda para integrar la plantilla del New Zealand Knights, en ese entonces único equipo neozelandés en la A-League australiana. En 2007 la franquicia desapareció y Darren se vio obligado a moverse al Waitakere United, jugó allí una temporada y anunció su retiro oficial en 2008.

### Como entrenador
Fue asistente de Neil Emblen en el Waitakere United entre 2009 y 2012. Con el alejamiento de Emblen de la dirección técnica, fue contratado por Nueva Zelanda Norte Sub-17, participante de la ASB Youth League, la liga Sub-20 de Nueva Zelanda para la temporada 2012/13. En 2013, se hizo cargo de la selección Sub-17 neozelandesa de cara al Campeonato de Vanuatu Sub-17. Ese mismo año se anunció que tras la Copa Mundial Sub-17 de 2013 tomaría el mando de la selección Sub-20, lo que implicó también que se hiciera cargo del Wanderers, equipo compuesto por jugadores elegibles para el Mundial Sub-20 de 2015. En 2017 se convirtió en asistente de Anthony Hudson en el Colorado Rapids de la Major League Soccer estadounidense.

### Clubes

#### Como jugador
| Club                       | País          | Año         |
| -------------------------- | ------------- | ----------- |
| Watford Football Club      | Inglaterra    | 1989 - 1999 |
| Wolverhampton Wanderers FC | Inglaterra    | 1999 - 2002 |
| Walsall Football Club      | Inglaterra    | 2002 - 2004 |
| New Zealand Knights FC     | Nueva Zelanda | 2004 - 2007 |
| Waitakere United           | Nueva Zelanda | 2007 - 2008 |

#### Como entrenador
| Club                           | País           | Año             |
| ------------------------------ | -------------- | --------------- |
| Waitakere United (asistente)   | Nueva Zelanda  | 2009 - 2012     |
| Nueva Zelanda Norte Sub-17     | Nueva Zelanda  | 2012 - 2013     |
| Selección Sub-17               | Nueva Zelanda  | 2013            |
| Selección Sub-20               | Nueva Zelanda  | 2013 - 2017     |
| Wanderers Special Club         | Nueva Zelanda  | 2013 - 2015     |
| Colorado Rapids (asistente)    | Estados Unidos | 2017 - 2019     |
| Newcastle Jets (asistente)     | Australia      | 2020            |
| Selección sub-20               | Nueva Zelanda  | 2020-2022       |
| Selección nacional (asistente) | Nueva Zelanda  | 2020-2022       |
| Selección sub-23 (asistente)   | Nueva Zelanda  | 2020-2022       |
| especial                       | Nueva Zelanda  | 2022 - presente |
| Selección sub-23               | Nueva Zelanda  | 2022 - presente |
| especial (coordinador técnico) | Nueva Zelanda  | 2022 - 2023     |